# Araguabisi
Araguabisi o Arawabisi es una población warao sede de la parroquia Manuel Renauld del municipio Antonio Díaz, estado Delta Amacuro. El centro de Araguabisi tiene unos 244 habitantes. Según proyecciones del OCEI la población de la parroquia sería de 20077 personas para 2010.

## Geografía
La aldea se encuentra en uno de los caños del Delta en la isla de Tobejuba.
- Altitud norte: 9° 11' 03

- Longitud oeste: 61° 05' 17

## Economía
La mayor parte de la población vive de la pesca y economía de subsistencia.

## Educación
Araguabisi tiene una escuela básica. 

## Transporte
A esta población, como a la gran mayoría de las localidades del Delta Amacuro, solo se puede llegar por vía marítima.